# Emil Sembach
Emil Sembach (ur. 2 kwietnia 1891 koło Grein, zm. 1 lipca 1934 w Karkonoszach) – niemiecki SS-Oberführer, członek kierownictwa SS na Śląsku.
Urodził się w Górnej Austrii w 1891 roku. W czasie I wojny światowej służył jako artylerzysta. Po wojnie walczył w oddziałach Freikorpsu, potem wstąpił do NSDAP.
Do 1933 roku uzyskał stopień oberführera. W 1934 roku został przyłapany przez Sicherheitsdienst na przywłaszczeniu oraz kontaktach homoseksualnych z Kurtem Wittje. Po tym wydarzeniu wyrzucony z partii i SS. 30 czerwca 1934 roku, wraz z rozpoczęciem nocy długich noży, Sembach został aresztowany w Brzegu (na dzisiejszej Opolszczyźnie) na rozkaz swojego politycznego rywala Udo von Woyrscha, przewieziony do Oleśnicy i zabity dzień później w Karkonoszach.